# Uaurás

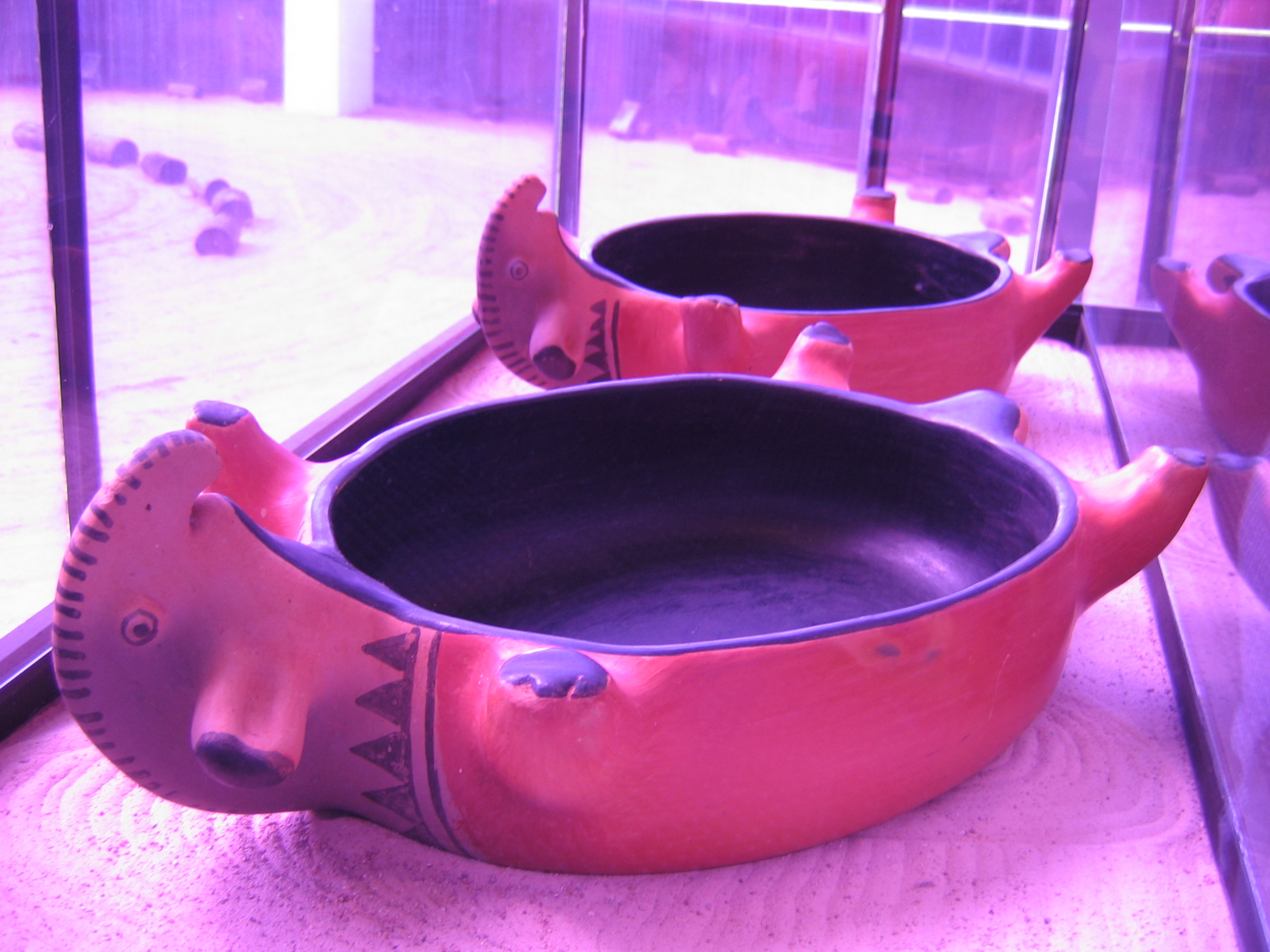
Vasilhas cerâmicas uaurás

Os uaurás, ou waujas como se autodenominam, são um grupo indígena que habita o estado brasileiro do Mato Grosso, mais precisamente a Terra Indígena Batovi e sul do Parque Indígena do Xingu. Habitam na aldeia Piyulaga, localizada próxima a lagoa de mesmo nome e falam a língua maipure da família arawak. Suas cerâmicas, que são o símbolo de sua etnia, são mundialmente conhecidas por suas pinturas elaboradas e estão em exposição em museus da Suíça, França e Estados Unidos.

## Organização social

### Aldeia
A aldeia Piyulaga tem um formato circular com uma praça central, com a casa das flautas (kuwakuho) localizada no centro da aldeia e, ao redor da praça central, ficam as casas residências em formato ovais feitas de sapê. Na praça central é realizada as reuniões políticas, e os rituais e festas coletivas. Tradicionalmente, residiam em cada casa uma família extensa de relação consanguínea. Atualmente, na maioria das residências moram um ou dois casais e seus filhos.

### Política
Os amunaw (masculino) ou amuluneju (feminino), são os Uaurá que posteriormente serão caciques (chefes). Essa posição é herdada de pai e/ou mãe. Há dois tipos de chefia, a de um grupo doméstico (amunaw-mona) e a da aldeia (amunaw-iyajo). Para a chefia doméstica, não é necessário ser um amunaw ou amuluneju; para a chefia da aldeia é necessário, e ser for herdado pelos dois lados, pai e mãe, será potencializado. E além de ser um amunaw ou amuluneju, é necessário ser confirmada através de um ritual chamado Pohoká, que é feita na adolescência. A aldeia só pode ter até dois chefes, preferencialmente o filho mais velho e o filho subsequente. O chefe principal é chamado de putakanaku wekeho.

## Costumes

### Funerários
É realizado o Kuarup, também conhecido como Kaumai, ritual intercomunitário onde aldeias vizinhas são convidadas.

### Rituais de iniciação
O pohoká é o ritual de iniciação masculina, onde é feita a furação da orelha quando completam 10 anos de idade. Não é uma festa anual, mas quando acontece, geralmente é realizada no mês de agosto. Tribos amigas são convidadas. As mães dos meninos devem levar uma panelinha de barro feita por elas e os padrinhos recebem como pagamento um cinto de caramujo e a panelinha. Neste período, o menino não pode comer peixe; e os pais e o padrinho não podem fazer sexo. Na aldeia, durante o dia, flautistas tocam o watana e o flautista principal (watanatupá) enquanto toca, dança com uma companheira que segura em seu ombro com uma das mãos. Na noite anterior da furação da orelha, os Uaurás cantam até o amanhecer.
O kajatapá é o ritual de iniciação feminina, que é a colocação do cordão perianal, conhecido como sapalakú ou uluri. Esse ritual só é feito nas meninas em que a família decide que será uma chefe quando crescer. A família informa aos cantores da aldeia o desejo de colocar o uluri na filha, esses cantores escolhem as ipojokuku, que serão as parceiras da iniciada. Os cantores, a iniciada e as ipojokuku passam a cantar todas as tardes até a menina chegar na adolescência, perto de ter a menarca. Quando chega nesta fase, aldeias vizinhas são convidadas para a festa. Quando os convidados chegam, vão primeiramente pescar, depois retornam para a aldeia para dançarem o kaijatapá acompanhado de cantos. A festa acontece durante toda à noite, e ocorrem lutas femininas e depois masculinas. Após o término das lutas, as mulheres voltam a cantar, observadas pelos homens; e após ao canto, a cantora junto com mulheres mais velhas da aldeia, reúnem as meninas iniciadas e colocam o uluri e a festa se encerra.

### Festividades
A festa do akãi (pequi) ocorre anualmente entre os meses de setembro e novembro, quando os pequis começam a cair das árvores. Inicia-se com os homens indo para a mata pegar madeira para a fabricação dos zunidores (matapu), que ficam guardadas na casa de flautas (kuwakuho). As mulheres evitam olhar para o kuwakuho, pois são proibidas de verem o zunidor. No meio da tarde, o cacique vai até o centro da aldeia fazer o chamado do matapu e enquanto o chefe faz o canto do chamado, dois homens vão até a lagoa e giram os seus matapu. para convidar os kupatepoho (povo peixe). Depois retornam para a casa de flautas. Enquanto os matapu são tocados, as portas das casas devem ficar fechadas, para as mulheres não olharam para os matapu. Quando para de tocar os zunidores, as pessoas saem de suas casas levando alimentos ao centro da aldeia. Depois de alimentados, alguns homens vão para a casa de flautas e cantam o kuri. Esta fase da festa tem a duração de cinco dias. Após esses dias, há pequenos rituais de curta duração, que são decididos pelos homens ao entardecer. Esses rituais podem ser o assalto dos apapaatai na aldeia e as brincadeiras de disputas entre homens e mulheres.
A festa de lamurikuma ocorre anualmente no período de seca, a data é decidida pelo chefe e convidam as tribos vizinhas para participarem. As mulheres usam cocar, braçadeiras e fazem pintura corporal. As mulheres, tanto da aldeia uaurá quanto as convidadas, cantam juntas. Ocasionalmente se dirigem ao centro da aldeia para expressar seu descontentamento com os homens. Durante a festa, ocorrem as lutas femininas.

### Cultura Material
Os artefatos da cultura material uaurá são muito apreciados e abrem portas ao mercado do artesanato indígena brasileiro. 
No Alto Xingu, a cerâmica mantém-se praticamente a mesma desde os últimos 1000 anos, esse domínio tecnológico e artístico evidencia uma impressionante continuidade cultural. Torradores de beiju, suportes cônicos e grandes panelas de bordas extrovertidas arredondadas ou achatadas são intensamente fabricadas e utilizadas pelos moradores do Alto do Xingu até os dias atuais. 

### Distribuição de trabalho
Os homens uaurá são responsáveis pela fabricação de cestarias, coletar a argila para as cerâmicas. Mas a planta taboquinha, que sua fibra é usada para a fabricação das cestarias, está escassa na região.
As mulheres uaurá são responsáveis pela moagem das conchas do brejo para misturar na argila usada para as cerâmicas, também são responsáveis por moldar manualmente as peças e pinta-las com pigmentação obtidas de plantas e frutos.

## Economia
Os uaujás tem reconhecimento artístico concentrado em: cerâmica, grafismo de cestos, arte plumária e máscaras rituais. Seus artesanatos e a cerâmica uaurá são bem valorizados no mercado do artesanato indígena brasileiro. A cerâmica é uma importante fonte de renda para os Uaurá, que vendem nas cidades e também serve como moeda de troca entre aldeias vizinhas.

## Religião
Os Uaurá praticam o xamanismo e acreditam que a alma é fragmentada. E que doenças surgem devido ao rapto de uma parte ou da totalidade da alma pelos apapaatai, que são espíritos não humanos perigosos mas possuem algumas características benéficas.
Para os Uaurá, há dois tipos de doençasː "doença de índio" e "doença de não índio (kajaopa)". Quando um uaurá está com "doença de kajaopa ", passa primeiro pelo xamã e depois toma medicação e quando está com "doença de índio", somente pode ser curado pelo xamã. Há três tipos de xamãs uauráː os yakapá (aquele que corre semiconsciente), são responsáveis pela identificação do apapaatai ou feiticeiro humano causador da doença, e responsáveis pela cura desta doença; os pukaiwekeho, são os mestres das canções de cura; e os yatamá, responsáveis pela fumaça do tabaco (hoká) que potencializa a cura. A prática do xamanismo entre os Uaurá pode ser praticada por ambos os sexos, mas as mulheres não podem atingir o grau mais alto dos xamãs. Caso a aldeia esteja sem o yakapá, poderá chamar um de aldeias vizinhas.
Para as doenças graves causadas pelos apapaatai, os Uaurá fazem uma festa coletiva chamada Pukai. O doente deve patrocinar a festa, se tornando o nakai wekeho (dono do ritual), mas não é necessário usar vestimentas específicas nem mesmo participar da festa. Depois de curado, é necessário oferecer uma festa periodicamente ao apapaatai, com ciclos que podem variar de alguns meses a vários anos. O curado tem que cuidar das flautas de madeira (kawoká) ou máscaras dos apapaatai, que ficará em sua casa ou na casa das flautas (kuwakuho).
Para doenças simples, que causa pouca dor e tem baixo risco, o tratamento pode ser feito pelo yatamá. Este identifica a doença observando o corpo através da medicina indígena e a cura é através de rezas, fumaça do hoká e plantas medicinais.
Quando morrem, o espírito vai para a ywuejokupoho (terra dos mortos) e precisa percorrer o caminho iakunapu para chegar até a árvore ietula. Durante o percurso, são acompanhados e protegidos pelos apapaatai aliados. Quando alcançam a árvore, precisam subir a escada mapi’ya sozinhos, os apapaatai aliados não os acompanham mais. Quando alguém morre por acidente, o espírito vai para a aldeia tamalaipoho na terra dos mortos, A terra dos mortos pode ser visitada pelos xamãs yakapá, mas se forem vistos pelos espíritos ou comer a comida deles, não poderá mais voltar ao mundo dos vivos.

### Xamanismo e Cosmologia
O aspecto de não agredir a natureza, explica-se como uma espécie de moral em sua cultura, criada por seus antepassados. A observação dos céus era praticada por todas as civilizações antigas. Os indígenas brasileiros, a partir da observação de fenômenos como o dia e a noite, as fases lunares e as estações do ano, passaram a interligá-los às atividades como caça, pesca, plantio e colheita. Desta forma, os índigenas passaram a se basear nestes fenômenos Cósmicos, para aumentar as chances de sobrevivência da comunidade.
Segundo diversas crenças xamânicas, existem aberturas para viajar no mundo espiritual, geralmente as entradas são em formas circulares (rodas, guiada em direção a rosa dos ventos). Essas aberturas, rodas, túneis, buracos ou cavernas também, que se acredita existir dentro de nós mesmos. Através de desenhos em paredes de cavernas, estátuas, pinturas, os xamãs de diversos povos retratam o mundo espiritual dentro de nós.
No xamanismo sempre saúda o Mundo Subterrâneo, o Mundo Intermediário, o Mundo Superior. Os xamãs são os viajantes capazes de atravessar essas Zonas Cósmicas, de uma para a outra (voo da alma) que é conseguida através do transe. Nessas viagens recuperam-se almas perdidas, buscam poder e conhecimento e encontram-se com espíritos.

## História
A história dos uaurá começou a partir dos anos 800 e 900. A primeira notícia histórica sobre esse povo foi realizada por Karl von den Steinen, em seu diário sobre sua primeira expedição ao Brasil Central, em 24 de agosto de 1884.
Os Uaurá tem origem nos grupos indígenas Arawak que migraram do extremo sudoeste da bacia amazônica (montes andinos da Bolívia e do Peru) e estabeleceram assentamento entre os anos 800 e 900 na região do Alto Xingu.
No final do século XVIII, devido ao medo que os Uaurá tinham dos Kamayurá, que praticavam o canibalismo, saíram da região do Morená.
Em 1947, foi feito o primeiro contato oficial dos não índios com os Uaurá, em uma expedição comandada por Eduardo Galvão. Na época, viviam na aldeia Tsariwapoho.
No final da década de 1980, fazendeiros armados queimaram uma pequena aldeia uaurá chamada Ulupuene, que serve como posto de vigilância e se localiza na região inferior entre os rios Batovi e Ulupuene. Esta região ainda não tinha sido incluída oficialmente na demarcação de terras indígenas. No ano de 1998, a região do rio Batovi foi homologada como Terra Indígena Batovi. Essa decisão reduziu os conflitos entre os Uaurá e os fazendeiros da vizinhança. Mas a aldeia Ulupuene continua servindo como posto de vigilância.
Em 2018, vândalos com ferramentas destruíram as gravuras pintadas por ancestrais uaurá nas paredes da gruta Kamukuwaká, local considerado sagrado para os Uaurás, onde eles levam os mais jovens para aprender sobre as histórias de seu povo.

## Preservação cultural

### Projeto ensina cantos sagrados para nova geração
“Para o povo Wauja, a música está presente em todo lugar.”, explica Piratá Waurá, um dos responsáveis pelo projeto da Associação indígena Tulukai (AIT) com o Instituto Homem Brasileiro (IHB).
Os Apaiyekene (professores, cantores e músicos) dão aula para jovens da tribo, avaliados durante festividades tradicionais com músicas ritualísticas. Eles também construíram instrumentos como tambores, flautas e teclados com elementos tradicionais, como o bambu.
A diversidade musical é muito presente nos rituais dos Waujá.

#### Festa Kagapa e Yamurikumã
Os jovens tiveram a oportunidade de mostrar seus aprendizados das aulas em duas cerimônias tradicionais. A festa Kagapa avalia o desempenho dos homens, e a festa Yamurikumã, uma celebração para as mulheres.
A Kagapa é composta por mais de 80 músicas, com histórias e significados específicos. Seu nome significa lambari, a cerimônia é realizada para o espírito desse peixe ficar alegre, o que acontece de acordo com a cosmologia Waujá.

### Museu do Índio e a aproximação com a cultura Waujá
O Museu do Índio foi vencedor do IX Prêmio Ibermuseus de Educação em 2018, com o projeto "Kamalu Hai e o canto da cobra canoa: Arte e Cosmologia Waujá". A premiação foi na categoria voltada a criação de novos projetos e garantiu investimentos de 10 mil dólares na execução das atividades em 2019.
"Kamalu Hai e o canto da cobra cano" é o mito que fala sobre origem da cerâmica dos Waujá. O projeto da UFU (Universidade Federal de Uberlândia) oferece a exploração da "arte e cosmologia Wauja". 

De acordo com a coordenadora do Museu do Índio, Lídia Meirelles, o trabalho estabelece diálogo e conhecimento de um contexto cultural distinto. "A arte cerâmica Waujá é riquíssima sob o ponto de vista estético e também porque representa um povo. Os padrões gráficos possuem conteúdo simbólico, significados e são formas de expressão e comunicação".